# Diospyros ismailii
Espèce
Statut de conservation UICN

 LC  : Préoccupation mineure
Diospyros ismailii est une espèce de plantes à fleurs de la famille des Ebenaceae.

## Publication originale
- Malaysian Forester 40: 222. 1977.